# ルートスタイル
株式会社ルートスタイル（ROUTE STYLE CO.,LTD.）は、大阪府大阪市に本社を置く卸業者。旧社名は株式会社プロルート丸光（プロルートまるみつ）。

## 概要
1900年に「前田利右衛門商店」として創業し、1951年に法人へ改組、1959年に総合衣料品前売現金問屋へ業態転換して以降は、業者向けに衣料品の卸小売を行っている他、業者向けの卸・仕入れサイト「ルートスタイルオンライン」の運営を手掛けている。
2023年4月に発覚した新型コロナウイルスに伴う雇用調整助成金の不正受給や後述の粉飾決算が発端となり、過年度及び2023年3月期の有価証券報告書等に係る監査報告書と内部統制監査報告書が意見不表明となった。このため、会計監査人であったなぎさ監査法人は2023年9月11日にクライアント契約を解除した。以降は会計監査人不在の状態が続いており、プロルート丸光は2023年12月6日までに一時会計監査人を選任した上で、四半期レビュー報告書を添付した2024年3月期第2四半期報告書を提出しなければ上場廃止となる予定であったが、提出期限前日である同年12月5日に大阪地方裁判所へ会社更生法適用を申請し、2024年1月5日に会社更生手続開始決定を受け、翌1月6日に上場廃止となった（後述）。

## 沿革
- 1900年 - 前田利右衛門商店として創業。
- 1946年1月 - 丸光商店に屋号変更。
- 1951年3月 - 丸光株式会社として法人へ改組。
- 1959年9月 - セルフサービス方式による総合衣料品前売現金問屋へ業態転換。
- 1983年8月 - CIを導入。同時に呼称をプロルート丸光へ変更。
- 1988年
  - 6月 - 商号を株式会社プロルート丸光に変更。
  - 11月 - 株式を店頭公開。
- 2004年12月 - JASDAQ上場。
- 2023年
  - 4月3日 - 新型コロナウイルスに伴う雇用調整助成金の不正受給が発覚し、大阪労働局から雇用調整助成金支給決定取消及び返還命令を受ける[7][14]。
  - 10月12日 - 粉飾決算の疑いで、東京地検特捜部がコンサルティング会社「Wealth Brothers」の社長、プロルート丸光の取締役・元会長を金融商品取引法（有価証券報告書の虚偽記載）で逮捕[8]。
  - 12月5日 - 大阪地方裁判所へ会社更生法適用を申請[3][4][15]。
- 2024年
  - 1月5日 - 大阪地方裁判所から会社更生手続開始決定を受ける[13]。
  - 1月6日 - 東京証券取引所スタンダード市場上場廃止[1]。
  - 7月19日 - 大阪地方裁判所から会社更生計画認可を受ける。同時に商号を株式会社ルートスタイルに変更[16]。

## 事業所
- 本社・大阪本店 - 大阪府大阪市中央区2丁目6番8号
- 管理本部・ブランドプロダクト事業部 - 大阪府大阪市中央区北久宝寺町2丁目5番5号 ロベルビル4階
- 天理流通センター - 奈良県天理市二階堂上ノ庄町32番地

## 粉飾決算・会社更生法を申請
1993年3月期には530億2308万円の売上があった。しかし、バブル崩壊によりプロルート丸光の経営が悪化。1997年には当時の筆頭株主であったヤオハンが経営破綻した他、1998年には貿易部門を担っていた連結子会社であるライト貿易において融通手形取引が発覚したと同時に、ライト貿易を特別清算したことに伴い100億円弱の赤字となった事から、以降は経営不安説が囁かれるようになった。さらに、中国の子会社が撤退した事により、多額の損失を計上。これに追い打ちをかけるかのように、消費者ニーズの多様化やアパレル業界の低迷、製造小売業の台頭、販売のECへのシフトなどにより売上が減少していき、2019年3月期以降の売上高は100億円を割り込み、2023年3月期の売上も41億7658万2000円までに落ち込んだ。2014年にAが創業家出身の社長から交代する形で社長に就任した。
A社長は2018年にはBWealth Brothers社長に接触し、BWealth Brothers社長はA社長に対してネット上のプラットフォームで衣料品を卸す新規事業を発案し、A社長がシステム開発の資金繰りが苦しいと商談したところ、Wealth Brothersは第三者割当増資を提案。2019年6月にWealth Brothersが筆頭株主となった。
プロルート丸光は2020年にSanko Advanceを株式交換により子会社化したが、Sanko Advanceの事業実態は全くなく、実際は事業を行っていなかった。Sanko AdvanceはBWealth Brothers社長やその知人が自由に動かせる約3億円の「プール金」を使って親会社であるプロルート社の収益を仮装することに利用されていた。A社長はコロナ禍に扱い始めた検査キットの在庫や売れ残った衣料品をBWealth Brothers社長が関係する別会社に販売するなどで売上を計上し、プロルート丸光は2021年3月期において営業損益を約6900万円の赤字から約6300万円の黒字に偽った有価証券報告書を近畿財務局に提出した。
証券取引等監視委員会は2022年11月、金融商品取引法違反（偽計）の疑いでプロルート丸光に対して強制調査を実施した。内容は、2019年12月にWealth Brothersの紹介でSanko Advanceを子会社化した際並びに2021年8月16日に子会社であったマイクロブラッドサイエンスが新型コロナウイルス治療薬のもととなる細胞株を、中国から持ち出すことができるようになったと発表した際に、虚偽の情報が含まれていた疑い。
2023年4月には、新型コロナウイルスに伴う雇用調整助成金の不正受給も発覚。大阪労働局は同年4月3日、プロルート丸光に対して雇用調整助成金支給決定を取り消すとともに、雇用調整助成金約2億6000万円の返還を命じた。当時の社長であったAは、雇用調整助成金の不正受給並びに粉飾決算の責任を取る形で2023年8月28日に社長を辞任し、取締役に降格した他、東京証券取引所は2023年9月15日、プロルート丸光に対して改善報告書の微求を行い、同年10月2日に改善報告書を提出した。
会計監査人であったなぎさ監査法人は2023年7月20日、過年度及び2023年3月期の有価証券報告書等に係る監査報告書と内部統制監査報告書を意見不表明とした。なぎさ監査法人は同年9月11日にクライアント契約を解除した。これにより、プロルート丸光は会計監査人が不在の状態に陥った。
東京地検特捜部は2023年10月12日、Aプロルート丸光取締役、BWealth Brothers社長、C元プロルート丸光会長の3人を、金融商品取引法違反（有価証券報告書の虚偽記載）容疑で逮捕したと同時に、プロルート丸光本社を家宅捜索した。容疑は、2020年3月～2021年3月の連結会計年度について、本来は営業損失が約3980万円、経常損失が約5550万円、純損失が約6560万円だったにもかかわらず、架空の売り上げを計上し、営業利益が約6370万円、経常利益が約5400万円、純利益が約4390万円だったとする虚偽の連結損益計算書を記載した虚偽の有価証券報告書を近畿財務局に提出した疑い。
証券取引等監視委員会は2023年10月31日、法人としてのプロルート丸光、Aプロルート丸光取締役、BWealth Brothers社長、C元プロルート丸光会長、株主であるDとEの5人を、金融商品取引法違反で東京地検に告発した。東京地検特捜部は翌11月1日、BWealth Brothers社長を金融商品取引法違反（風説の流布、偽計）容疑で再逮捕したしたと同時に、Aプロルート丸光取締役とC元プロルート丸光会長の2人を起訴した他、株主であるDとEの2人を在宅起訴した。証券取引等監視委員会は2023年11月20日、B・D・Eの3人を金融商品取引法違反（風説の流布、偽計）の疑いで告発し、東京地検特捜部は翌11月21日、B・D・Eの3人を、金融商品取引法違反（偽計など）の罪で追起訴した。Aは同日付でプロルート丸光の取締役を辞任した。
プロルート丸光は2023年11月2日、法定提出期限までに四半期レビュー報告書を添付した2024年3月期第2四半期報告書の提出が不可能となる旨を開示。東京証券取引所は同日に、同年12月6日までに四半期レビュー報告書を添付した2024年3月期第2四半期報告書を提出しなければ上場廃止にすることを発表し、プロルート丸光株式を監理銘柄（確認中）に指定した。
プロルート丸光は、業績不振に加えて新型コロナウイルスに伴う雇用調整助成金の不正受給や粉飾決算により信用が失墜。プロルート丸光は、四半期レビュー報告書を添付した2024年3月期第2四半期報告書の提出期限前日である2023年12月5日に大阪地方裁判所へ会社更生法適用を申請し、同日付で保全管理命令、強制執行にかかる包括的禁止命令、保全処分命令及び調査命令を受けた。負債総額は27億300万円。2024年1月5日に会社更生手続開始決定を受け、東京証券取引所スタンダード市場も翌1月6日に上場廃止となった。
プロルート丸光は、当初は会社更生スポンサーを選定するとしていたが、2024年5月22日に大阪地方裁判所に「当社による自主再建」いう基本方針の更生計画案を提出した。プロルート丸光は2024年4月10日、総合衣料卸売事業・ブランドプロダクト事業に事業を集約させた上でビューティー事業及びヘルスケア事業から撤退を行う事、人員削減を行う事を明らかにした他、同年4月22日からは大阪本店1館体制での営業となった。本社も同年5月27日に大阪本店の近くにあるビルへ移転した他、登記上の本店も大阪本店に移転した。
プロルート丸光は2024年6月7日、更生計画案を発表。更生計画案では、更生計画認可決定後に全株式を無償で取得した上で、株式の償却を実施した後に管財人が指定する者に新株式を割り当てる、資本金を100万円に減少する、自主再建によって当社の再建を進めながらスポンサーを選定していく事などが盛り込まれた。同年7月12日までに実施された書面投票の結果、賛成多数により更生計画案は可決され、同年7月19日に大阪地方裁判所から会社更生計画認可を受けた。
会社更生計画認可決定と同時に商号を株式会社ルートスタイルに変更した他、100％減資を実施した後に管財人団により組織する一般社団法人に新株式が割り当てられ、ルートスタイルは管財人団により組織する一般社団法人が新たな株主となった。
2024年7月22日にC元プロルート丸光会長に対する第一審判決が東京地方裁判所で行われ、裁判長は「様々な名目を使い分けて粉飾が行われており、その態様は巧妙で悪質」と指摘した上で、「投資家の有価証券市場の公正性への信頼を毀損し得た」として、C元プロルート丸光会長に対して懲役2年・執行猶予4年の判決を言い渡した。法人としてのルートスタイルへの第一審判決も同日に予定されていたが、ルートスタイルの会社更生手続上、判決期日が同年9月11日に延期され、東京地方裁判所は同日に法人としてのルートスタイルに対して、罰金1000万円の支払いを命じる判決を下した。同年9月25日に東京地方裁判所はA元プロルート丸光取締役に対しても懲役2年・執行猶予4年の判決を言い渡した。A元プロルート丸光取締役は控訴せず、第一審判決が確定した。A元プロルート丸光取締役は取締役辞任後に警備会社に再就職したが、第一審判決が確定したため警備業法第14条により失職。現在は派遣のアルバイトとして早朝の品出しなどの仕事をしているという。